# Lanugo schlingeri
Lanugo schlingeri là một loài tò vò trong họ Ichneumonidae.